# Капитан 1-го класса
Капитан 1-го класса (серб. Капетан прве класе) — воинское звание офицерского состава Вооружённых сил Сербии, которое присваивается обычно командиру роты или батареи и иным командирам частей, равным по статусу.

## История
Звание капитана 1-го класса было введено в сербской армии в 1860 году. В Югославской королевской армии до Второй мировой войны существовали звания капитанов 2-го и 1-го классов. В 1952 году звание капитана 1-го класса было официально утверждено в иерархии званий Югославской народной армии.
11 декабря 2007 года звание было упразднено после принятия нового Закона о Вооружённых силах Республики Сербия. Имевшие это звание офицеры, окончившие военную академию или соответствующий факультет университета, производились в майоры, в то время как не имевшие соответствующего образования офицеры возвращались в звание капитана.
27 декабря 2019 года звание капитана 1-го класса было восстановлено после внесения поправок в Закон о Вооружённых силах Республики Сербия. После восстановления звания капитан, отслуживший три предыдущих года в звании капитана, мог быть произведён в капитаны 1-го класса.
На погонах капитана 1-го класса изображены четыре розетки (в 1947—2006 годах изображались звёзды).
В Речной флотилии звание капитана 1-го класса соответствует званию капитан-лейтенанта.
Звание капитана 1-го класса Вооружённых сил Сербии примерно соответствует званию капитана Вооружённых сил СССР и России.

## Погоны в разные исторические эпохи

Капитан 1-го класса Армии Королевства Сербия (1886—1918)
Капитан 1-го класса Югославской королевской армии (1918—1945)
Капитан 1-го класса Югославской народной армии (1947—1951)
Капитан 1-го класса Югославской народной армии (1951—1982)
Капитан 1-го класса Югославской народной армии, ВС Союзной Республики Югославии и ВС Сербии и Черногории (1982—2006)
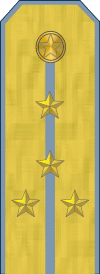
Капитан 1-го класса милиции СФРЮ (1946—1953)